# Diu (district)
Diu (Hindi; दीव ज़िला) is een district van het Indiase unieterritorium Dadra en Nagar Haveli en Daman en Diu. Het district telt 44.110 inwoners (2001) en heeft een oppervlakte van 40 km².
Het district omvat voornamelijk het gelijknamige eiland Diu, gelegen aan de Arabische Zee aan de zuidwestkust van de deelstaat Gujarat. Het was vanaf de zestiende eeuw tot 1961 een deel van Portugees-India. De hoofdplaats van het district is de stad Diu.
Dadra en Nagar Haveli · Daman · Diu